# Columbia (řeka)
Columbia (anglicky Columbia River, česky též Kolumbie) je největší řeka v severozápadní části Severní Ameriky. Protéká provincií Britská Kolumbie v Kanadě a státem Washington v USA. Tvoří také většinu hranice mezi státy Oregon a Washington a ústí do Tichého oceánu jako jeho nejvodnatější a druhý nejdelší přítok na tomto pobřeží. Je dlouhá 2000 km a její povodí zaujímá plochu 668 217 km² (z toho 15 % připadá na území Kanady). Řeka je pojmenovaná podle americké lodi Columbia Rediviva, s níž kapitán Robert Gray z Bostonu v roce 1792 jako první vplul do jejího ústí.

## Průběh toku
Vytéká z nevelkého jezera Columbia v kanadské části Skalnatých hor v nadmořské výšce 820 m. Téměř na celém svém toku horami protéká a vytváří četné peřeje. Prvních 320 km teče na severozápad a poté se obrací k jihu. Protéká přes úzká jezera Upper Arrow a Lower Arrow. Na středním toku překračuje kanadsko-americkou hranici a pokračuje v úzkých hlubokých kaňonech a soutěskách přes Kolumbijskou planinu. Pod soutokem s největším přítokem řekou Snake se obrací na západ a jako jediný vodní tok si proráží cestu skrze Kaskádové pohoří. U města Astoria v Oregonu se vlévá do Tichého oceánu estuárem, dlouhým přibližně 50 km a širokým 5 až 10 km.

### Přítoky
| řeka         | anglicky           | Průtok (m³) |
| ------------ | ------------------ | ----------- |
| Snake        | Snake River        | 1611        |
| Willamette   | Willamette River   | 1010        |
| Kootenay     | Kootenay River     | 867         |
| Pend Oreille | Pend Oreille River | 788         |
| Cowlitz      | Cowlitz River      | 261         |
| Spokane      | Spokane River      | 190         |
| Deschutes    | Deschutes River    | 170         |
| Lewis        | Lewis River        | 136         |
| Yakima       | Yakima River       | 100         |
| Wenatchee    | Wenatchee River    | 91          |
| Okanogan     | Okanogan River     | 86          |
| Kettle       | Kettle River       | 83          |
| Sandy        | Sandy River        | 64          |

## Vodní stav
Průměrný roční průtok činí u města The Dalles na dolním toku 5520 m³/s a v ústí 7500 m³/s. Nejvyšších vodních stavů dosahuje na jaře a v létě, naopak nejnižších v zimě.

## Využití
Řeka skýtá obrovský potenciál vodní energie díky velkému průtoku i průměrnému spádu 41 cm/km. Na území USA byly na Columbii a přítocích vybudovány hráze s přehradními nádržemi a 150 vodními elektrárnami, např. John Day, Grand Coulee, Chief Joseph, The Dalles, McNary aj. Grand Coulee a Chief Joseph jsou největší vodní elektrárny v USA a Grand Coulee byla pátou největší na světě (2017). Celkový instalovaný výkon soustavy v roce 2012 byl 29 GW. Využívá se také k zavlažování: v roce 1933 schválil prezident Franklin D. Roosevelt Columbia Basin Project, v jehož rámci vznikly ve středu státu Washington závlahy na 270 000 hektarech aridní půdy.

## Znečištění
Potenciál povodí byl využíván k energeticky vysoce náročným průmyslovým procesům. V roce 1943 byl jako součást projektu Manhattan založen průmyslový komplex Hanford Site na jihovýchodě státu Washington, kde se v devíti jaderných reaktorech získávalo plutonium. Od roku 1944 do roku 1971 byla chladicí voda po několika hodinách vypouštěna do řeky. Reaktory byly s koncem studené války odstaveny, riziko znečištění ze starých retenčních nádrží však trvá.
Vedle toho se voda a její energie využívala k dalším ekologicky nešetrným průmyslovým procesům, např. výrobě hliníku, papíru, zpracování dřeva aj. Další znečištění pochází ze splachu půdy po vykácení lesů holosečí. Výčet uzavírají pesticidy, baktérie, arzén, dioxiny a polychlorované bifenyly (PCB).

## Doprava, rybářství a cestovní ruch
Projekt energetického, zavlažovacího a dopravního využití řeky zahrnuje podle americko-kanadské dohody z 60. let 20. stol. stavbu tří přehrad v Kanadě a přehrady Libby na řece Kootenay u kanadsko-americké hranice. Námořní lodě mohou plout až do Portlandu, který je největším přístavem na tichomořském pobřeží USA a leží v ústí levého přítoku Willamette. Říční lodě mohou díky plavebním kanálům, které obcházejí peřeje, plout až do vzdálenosti 450 km. Na řece je rozvinuté rybářství převážně lososovitých ryb.
Na horním toku v Kanadě je silně rozvinutá turistika a nacházejí se zde národní parky (Kootenay, Yoho, Glacier, Mount Revelstoke). Na dolním toku od soutoku s řekou Snake k ústí řeky Walla Walla po proudu řeky do státu Oregon se podél východního břehu rozprostírá přírodní rezervace McNary National Wildlife Refuge. 